# Championnat de France féminin de football de deuxième division 2020-2021
Navigation
Édition précédente Édition suivante
La Division 2 2020-2021  est la 33e édition du championnat de France féminin de football de seconde division.
Le deuxième niveau du championnat féminin oppose vingt-quatre clubs français répartis en deux groupes de douze clubs, en une série de vingt-deux rencontres jouées durant la saison de football.
La première place de chaque groupe permet de monter en Division 1 lors de la saison suivante, les deux dernières places de chaque groupe sont synonyme de relégation en division d'honneur et la dixième place de chaque groupe synonyme de participation à la Phase d'Accession Nationale à la fin de la saison.
Lors de l'exercice précédent, l'Olympique de Marseille et le FC Metz ont été relégués après avoir fini aux deux dernières places de première division.
À la suite de l'arrêt de la saison 2019-2020 en raison de l'épidémie de Covid-19 en France, le bureau exécutif de la Ligue de football amateur a désigné les quatre régions qui auront chacune un club promu : les ligue Auvergne-Rhône-Alpes, Occitanie, Grand-Est et Nouvelle-Aquitaine.
Leaders de leur groupe régional au moment de l'arrêt de la saison, Le Puy Foot, le FF Nîmes MG, le RC Strasbourg et le FCE Mérignac-Arlac ont gagné le droit d'évoluer dans ce championnat.
Le 29 octobre, la compétition est suspendue en raison de l'épidémie de Covid-19 en France.
Le 23 avril, la compétition est définitivement arrêtée. Le Comité exécutif de la FFF a décidé de déclarer une saison blanche, ce qui signifie qu’aucune montée ni descente des clubs engagés ne sera prononcée,.
Finalement, l'AS Nancy-Lorraine demandera sa rétrogradation en Régional 1 à l'issue de la saison. Et l'AS Saint-Étienne sera promue en Division 1.

## Participants
Ces tableaux présentent les vingt-quatre équipes qualifiées pour disputer le championnat 2020-2021. On y trouve le nom des clubs, la date de création du club, l'année de la dernière accession à cette division, leur classement de la saison précédente, le nom des stades ainsi que la capacité de ces derniers.
Le championnat comprend deux groupes de douze équipes.
Légende des couleurs
- Relégué de Division 1.
- Promu de Régional 1.

| Nom du club            | Date de création | Dernière accession | Classement 2019-2020       | Stade principal                                    | Capacité |
| ---------------------- | ---------------- | ------------------ | -------------------------- | -------------------------------------------------- | -------- |
| FC Metz                | 1999             | 2020               | 12e (D1)                   | Stade Dezavelle, Longeville-lès-Metz               | 1 500    |
| US Saint-Malo          | 1901             | 2014               | 3e (Gr. A)                 | Stade de Marville, Saint-Malo                      | 2 500    |
| LOSC Lille             | 2015             | 2019               | 3e (Gr. B)                 | Complexe sportif de Luchin, Camphin-en-Pévèle      | -        |
| FC Nantes              | 2014             | 2019               | 4e (Gr. A)                 | Centre sportif José-Arribas, La Chapelle-sur-Erdre | -        |
| AS Nancy-Lorraine      | 1970             | 2017               | 5e (Gr. B)                 | Stade Marcel-Picot (terrain annexe), Tomblaine     | -        |
| US Orléans             | 1970             | 2018               | 6e (Gr. A)                 | Stade de la Source (terrain annexe), Orléans       | 1 000    |
| Stade brestois 29      | 2012             | 2016               | 7e (Gr. A)                 | Complexe sportif de Kerzincuff, Le Relecq-Kerhuon  | -        |
| FC Vendenheim          | 1974             | 2013               | 7e (Gr. B)                 | Stade du Waldeck, Vendenheim                       | 3 000    |
| ESOFV La Roche-sur-Yon | 1978             | 2016               | 8e (Gr. A)                 | Stade de Saint-André-d'Ornay, La Roche-sur-Yon     | 1 800    |
| VGA Saint-Maur         | 1968             | 2016               | 9e (Gr. A)                 | Stade Adolphe-Chéron, Saint-Maur-des-Fossés        | 3 500    |
| RC Lens                | 2001             | 2015               | 9e (Gr. B)                 | Stade Degouve-Brabant, Arras                       | 2 800    |
| RC Strasbourg          | 2016             | 2020               | 1er (R1 Grand-Est - Gr. A) | Stade Samson-Lejeune, Geispolsheim                 | -        |

Localisation des clubs engagés dans le groupe A du championnat
| \| FC Metz US Saint-Malo LOSC Lille FC Nantes AS Nancy-Lorraine US Orléans Stade brestois FC Vendenheim ESOFV La Roche VGA Saint-Maur RC Lens RC Strasbourg \| |
| FC Metz US Saint-Malo LOSC Lille FC Nantes AS Nancy-Lorraine US Orléans Stade brestois FC Vendenheim ESOFV La Roche VGA Saint-Maur RC Lens RC Strasbourg       |

| Nom du club            | Date de création | Dernière accession | Classement 2019-2020                  | Stade principal                             | Capacité |
| ---------------------- | ---------------- | ------------------ | ------------------------------------- | ------------------------------------------- | -------- |
| Olympique de Marseille | 2011             | 2020               | 11e (D1)                              | OM Campus, Marseille                        | -        |
| Rodez AF               | 1993             | 2019               | 2e (Gr. A)                            | Stade Paul-Lignon, Rodez                    | 4 750    |
| AS Saint-Étienne       | 1977             | 2017               | 2e (Gr. B)                            | Stade Salif-Keita, Saint-Étienne            | 1 000    |
| FF Yzeure              | 1999             | 2014               | 4e (Gr. B)                            | Stade de Bellevue, Yzeure                   | 2 164    |
| Montauban FCTG         | 2010             | 2017               | 5e (Gr. A)                            | Stade Jean-Verbeke, Montauban               | 400      |
| Thonon Évian GGFC      | 1978             | 2017               | 6e (Gr. B)                            | Stade Camille-Fournier, Évian-les-Bains     | 1 500    |
| Grenoble Foot 38       | -                | 2010               | 8e (Gr. B)                            | Stade du Vercors, Grenoble                  | -        |
| ASPTT Albi             | 1974             | 2018               | 10e (Gr. A)                           | Stade Maurice-Rigaud, Albi                  | 3 000    |
| OGC Nice               | 2005             | 2019               | 10e (Gr. B)                           | Stade de la Plaine du Var, Nice             | -        |
| Le Puy Foot            | -                | 2020               | 1er (R1 Auvergne-Rhône-Alpes - Gr. A) | Stade du Père-Fayard, Vals-près-le-Puy      | -        |
| FCE Mérignac-Arlac     | 1976             | 2020               | 1er (R1 Nouvelle-Aquitaine - Gr. B)   | Stade Joseph-Antoine-Cruchon, Mérignac      | -        |
| FF Nîmes MG            | 1995             | 2020               | 1er (R1 Occitanie - Gr. A)            | Stade des Costières (terrain annexe), Nîmes | -        |

Localisation des clubs engagés dans le groupe B du championnat
| \| Olympique de Marseille Rodez AF AS Saint-Étienne FF Yzeure Montauban FC Thonon Évian GGFC Grenoble Foot ASPTT Albi OGC Nice Le Puy Foot FCE Mérignac-Arlac FF Nîmes MG \| |
| Olympique de Marseille Rodez AF AS Saint-Étienne FF Yzeure Montauban FC Thonon Évian GGFC Grenoble Foot ASPTT Albi OGC Nice Le Puy Foot FCE Mérignac-Arlac FF Nîmes MG       |

## Compétition

### Classement
Le classement est calculé avec le barème de points suivant : une victoire vaut trois points, le match nul un et la défaite aucun.
Critères utilisés pour départager en cas d'égalité au classement :
1. classement aux points des matchs joués entre les clubs ex æquo ;
2. différence entre les buts marqués et les buts concédés par chacun d’eux au cours des matchs qui les ont opposés ;
3. différence entre les buts marqués et les buts concédés sur la totalité des matchs joués dans le championnat ;
4. plus grand nombre de buts marqués sur la totalité des matchs joués dans le championnat ;
5. en cas de nouvelle égalité, une rencontre supplémentaire aura lieu sur terrain neutre avec, éventuellement, l’épreuve des tirs au but.

Le titre de champion de France de Division 2 est attribué à la meilleure des équipes premières de groupe, ces équipes étant départagées par le nombre de points obtenus lors des rencontres aller et retour les ayant opposées aux cinq autres équipes les mieux classées de leur groupe.
| Rang | Équipe                 | Pts | J | G | N | P | Bp | Bc | Diff |
| ---- | ---------------------- | --- | - | - | - | - | -- | -- | ---- |
| 1    | US Orléans             | 15  | 6 | 5 | 0 | 1 | 16 | 5  | +11  |
| 2    | FC Nantes              | 15  | 6 | 5 | 0 | 1 | 15 | 3  | +12  |
| 3    | US Saint-Malo          | 14  | 6 | 4 | 2 | 0 | 18 | 7  | +11  |
| 4    | LOSC Lille             | 13  | 5 | 4 | 1 | 0 | 18 | 5  | +13  |
| 5    | FC Metz R              | 10  | 5 | 3 | 1 | 1 | 10 | 3  | +7   |
| 6    | ESOFV La Roche-sur-Yon | 9   | 6 | 3 | 0 | 3 | 10 | 17 | -7   |
| 7    | RC Strasbourg P        | 6   | 5 | 2 | 0 | 3 | 12 | 8  | +4   |
| 8    | RC Lens                | 6   | 6 | 1 | 3 | 2 | 6  | 8  | -2   |
| 9    | VGA Saint-Maur         | 4   | 6 | 1 | 1 | 4 | 4  | 18 | -14  |
| 10   | Stade brestois 29      | 3   | 6 | 1 | 0 | 5 | 5  | 13 | -8   |
| 11   | AS Nancy-Lorraine      | 3   | 5 | 1 | 0 | 4 | 1  | 14 | -13  |
| 12   | FC Vendenheim          | 0   | 6 | 0 | 0 | 6 | 3  | 17 | -14  |

|  | Promu en Division 1. |
|  | Qualifié pour la PAN. |
|  | Relégué en Régional 1. |
|  | Rétrogradé en Régional 1. |
|  | R Relégué de Division 1 P Promu de Régional 1. Pts points ; G victoires ; N match nuls ; P défaites Bp buts marqués ; Bc buts encaissés ; Diff différence de buts |

| Rang | Équipe                   | Pts | J | G | N | P | Bp | Bc | Diff |
| ---- | ------------------------ | --- | - | - | - | - | -- | -- | ---- |
| 1    | AS Saint-Étienne         | 18  | 6 | 6 | 0 | 0 | 18 | 0  | +18  |
| 2    | FF Yzeure                | 16  | 6 | 5 | 1 | 0 | 14 | 5  | +9   |
| 3    | Rodez AF                 | 15  | 6 | 5 | 0 | 1 | 21 | 6  | +15  |
| 4    | OGC Nice                 | 12  | 6 | 4 | 0 | 2 | 14 | 7  | +7   |
| 5    | ASPTT Albi               | 10  | 6 | 3 | 1 | 2 | 10 | 10 | 0    |
| 6    | Grenoble Foot 38         | 8   | 6 | 2 | 2 | 2 | 9  | 9  | 0    |
| 7    | Olympique de Marseille R | 7   | 5 | 2 | 1 | 2 | 9  | 11 | -2   |
| 8    | Thonon Évian GGFC        | 7   | 6 | 2 | 1 | 3 | 9  | 16 | -7   |
| 9    | Montauban FCTG           | 5   | 6 | 1 | 2 | 3 | 14 | 18 | -4   |
| 10   | Le Puy Foot P            | 3   | 6 | 1 | 0 | 5 | 4  | 11 | -7   |
| 11   | FCE Mérignac-Arlac P     | 0   | 5 | 0 | 0 | 5 | 1  | 14 | -13  |
| 12   | FF Nîmes MG P            | 0   | 6 | 0 | 0 | 6 | 3  | 19 | -16  |

|  | Promu en Division 1. |
|  | Qualifié pour la PAN. |
|  | Relégué en Régional 1. |
|  | R Relégué de Division 1 P Promu de Régional 1. Pts points ; G victoires ; N match nuls ; P défaites Bp buts marqués ; Bc buts encaissés ; Diff différence de buts |

### Résultats
| Résultats (▼dom., ►ext.)                                   | SB29 | ESOFV | RCL | LOSC | FCM | ASNL | FCN | USO | USSM | VGA | RCS | FCV |
| Stade brestois                                             |      |       |     |      | 1-3 |      |     |     | 1-2  |     |     | 2-1 |
| ESOFV La Roche-sur-Yon                                     |      |       |     |      |     | 1-0  |     |     | 0-4  |     | 2-1 | 4-0 |
| RC Lens                                                    |      |       |     |      |     |      | 0-2 | 1-2 |      | 1-1 |     |     |
| LOSC Lille                                                 | 1-0  | 5-2   |     |      |     | 7-0  |     | 2-0 |      |     |     |     |
| FC Metz                                                    |      |       | 0-0 |      |     |      |     |     |      | 3-0 |     |     |
| AS Nancy-Lorraine                                          |      |       |     |      |     |      | 0-2 |     |      | 1-0 |     |     |
| FC Nantes                                                  |      |       |     |      | 2-1 |      |     |     |      |     |     | 4-0 |
| US Orléans                                                 | 4-0  | 7-1   |     |      |     |      | 1-0 |     |      |     |     |     |
| US Saint-Malo                                              |      |       | 2-2 | 3-3  |     | 4-0  |     |     |      |     | 3-1 |     |
| VGA Saint-Maur                                             | 2-1  |       |     |      |     |      | 1-5 |     |      |     |     |     |
| RC Strasbourg                                              |      |       |     |      |     |      |     | 1-2 |      | 7-0 |     |     |
| FC Vendenheim                                              |      |       | 1-2 |      | 0-3 |      |     |     |      |     | 1-2 |     |
| - Victoire à domicile - Match nul - Victoire à l'extérieur |      |       |     |      |     |      |     |     |      |     |     |     |

| Résultats (▼dom., ►ext.)                                   | Albi | GF38 | LPF | OM  | FCEMA | MFCTG | OGCN | FFNMG | RAF | ASSE | TÉGG | FFY |
| ASPTT Albi                                                 |      |      |     |     |       | 3-2   |      |       |     | 0-3  |      |     |
| Grenoble Foot 38                                           |      |      |     | 1-1 |       | 3-3   |      |       |     | 0-1  |      |     |
| Le Puy Foot                                                | 0-2  |      |     |     |       |       |      |       |     | 0-2  | 1-2  |     |
| Olympique de Marseille                                     |      |      | 2-1 |     |       |       |      | 5-1   | 0-5 |      |      |     |
| FCE Mérignac-Arlac                                         |      | 0-1  | 0-1 |     |       |       | 1-5  |       |     |      |      | 0-2 |
| Montauban FCTG                                             |      |      |     |     |       |       |      | 5-1   | 2-4 | 0-5  |      |     |
| OGC Nice                                                   | 3-1  | 3-1  |     |     |       |       |      |       |     |      |      | 1-2 |
| FF Nîmes MG                                                | 0-2  |      |     |     |       |       | 0-2  |       |     |      | 1-2  |     |
| Rodez AF                                                   |      |      |     |     | 5-0   |       | 2-0  |       |     |      | 5-2  |     |
| AS Saint-Étienne                                           |      |      |     |     |       |       |      | 3-0   |     |      | 4-0  |     |
| Thonon Évian GGFC                                          | 2-2  | 1-3  |     |     |       |       |      |       |     |      |      |     |
| FF Yzeure                                                  |      |      | 3-1 | 3-1 |       | 2-2   |      |       | 2-0 |      |      |     |
| - Victoire à domicile - Match nul - Victoire à l'extérieur |      |      |     |     |       |       |      |       |     |      |      |     |

## Bilan de la saison
| Championnat de France féminin de football de deuxième division 2020-2021 |                   |
| Champion                                                                 | Titre non décerné |
| Promotions et relégations                                                |                   |
| Promus en Division 1                                                     | AS Saint-Étienne  |
| Relégués en Division 2                                                   | Havre AC          |
| Promus en Division 2                                                     | Aucun             |
| Relégués en Ligues régionales de football                                | AS Nancy-Lorraine |

## Statistiques

### Évolution du classement
Leaders du championnat
Évolution des classements
- Promu en Division 1.
- Qualifié pour la PAN.
- Relégué en Régional 1.

| Club       | 1  | 2  | 3  | 4  | 5  | 6  | 7                                                                                                  | 8                                                                                                  | 9                                                                                                  | 10                                                                                                 | 11                                                                                                 | 12                                                                                                 | 13                                                                                                 | 14                                                                                                 | 15                                                                                                 | 16                                                                                                 | 17                                                                                                 | 18                                                                                                 | 19                                                                                                 | 20                                                                                                 | 21                                                                                                 | 22                                                                                                 |
| ---------- | -- | -- | -- | -- | -- | -- | -------------------------------------------------------------------------------------------------- | -------------------------------------------------------------------------------------------------- | -------------------------------------------------------------------------------------------------- | -------------------------------------------------------------------------------------------------- | -------------------------------------------------------------------------------------------------- | -------------------------------------------------------------------------------------------------- | -------------------------------------------------------------------------------------------------- | -------------------------------------------------------------------------------------------------- | -------------------------------------------------------------------------------------------------- | -------------------------------------------------------------------------------------------------- | -------------------------------------------------------------------------------------------------- | -------------------------------------------------------------------------------------------------- | -------------------------------------------------------------------------------------------------- | -------------------------------------------------------------------------------------------------- | -------------------------------------------------------------------------------------------------- | -------------------------------------------------------------------------------------------------- |
| Brest      | 7  | 10 | 8  | 9  | 10 | 10 | Championnat définitivement arrêté le 23 avril 2021 par la FFF en raison de la pandémie de Covid-19 | Championnat définitivement arrêté le 23 avril 2021 par la FFF en raison de la pandémie de Covid-19 | Championnat définitivement arrêté le 23 avril 2021 par la FFF en raison de la pandémie de Covid-19 | Championnat définitivement arrêté le 23 avril 2021 par la FFF en raison de la pandémie de Covid-19 | Championnat définitivement arrêté le 23 avril 2021 par la FFF en raison de la pandémie de Covid-19 | Championnat définitivement arrêté le 23 avril 2021 par la FFF en raison de la pandémie de Covid-19 | Championnat définitivement arrêté le 23 avril 2021 par la FFF en raison de la pandémie de Covid-19 | Championnat définitivement arrêté le 23 avril 2021 par la FFF en raison de la pandémie de Covid-19 | Championnat définitivement arrêté le 23 avril 2021 par la FFF en raison de la pandémie de Covid-19 | Championnat définitivement arrêté le 23 avril 2021 par la FFF en raison de la pandémie de Covid-19 | Championnat définitivement arrêté le 23 avril 2021 par la FFF en raison de la pandémie de Covid-19 | Championnat définitivement arrêté le 23 avril 2021 par la FFF en raison de la pandémie de Covid-19 | Championnat définitivement arrêté le 23 avril 2021 par la FFF en raison de la pandémie de Covid-19 | Championnat définitivement arrêté le 23 avril 2021 par la FFF en raison de la pandémie de Covid-19 | Championnat définitivement arrêté le 23 avril 2021 par la FFF en raison de la pandémie de Covid-19 | Championnat définitivement arrêté le 23 avril 2021 par la FFF en raison de la pandémie de Covid-19 |
| La Roche/Y | 2  | 8  | 9  | 10 | 7  | 6  | Championnat définitivement arrêté le 23 avril 2021 par la FFF en raison de la pandémie de Covid-19 | Championnat définitivement arrêté le 23 avril 2021 par la FFF en raison de la pandémie de Covid-19 | Championnat définitivement arrêté le 23 avril 2021 par la FFF en raison de la pandémie de Covid-19 | Championnat définitivement arrêté le 23 avril 2021 par la FFF en raison de la pandémie de Covid-19 | Championnat définitivement arrêté le 23 avril 2021 par la FFF en raison de la pandémie de Covid-19 | Championnat définitivement arrêté le 23 avril 2021 par la FFF en raison de la pandémie de Covid-19 | Championnat définitivement arrêté le 23 avril 2021 par la FFF en raison de la pandémie de Covid-19 | Championnat définitivement arrêté le 23 avril 2021 par la FFF en raison de la pandémie de Covid-19 | Championnat définitivement arrêté le 23 avril 2021 par la FFF en raison de la pandémie de Covid-19 | Championnat définitivement arrêté le 23 avril 2021 par la FFF en raison de la pandémie de Covid-19 | Championnat définitivement arrêté le 23 avril 2021 par la FFF en raison de la pandémie de Covid-19 | Championnat définitivement arrêté le 23 avril 2021 par la FFF en raison de la pandémie de Covid-19 | Championnat définitivement arrêté le 23 avril 2021 par la FFF en raison de la pandémie de Covid-19 | Championnat définitivement arrêté le 23 avril 2021 par la FFF en raison de la pandémie de Covid-19 | Championnat définitivement arrêté le 23 avril 2021 par la FFF en raison de la pandémie de Covid-19 | Championnat définitivement arrêté le 23 avril 2021 par la FFF en raison de la pandémie de Covid-19 |
| Lens       | 8  | 9  | 10 | 6  | 8  | 8  | Championnat définitivement arrêté le 23 avril 2021 par la FFF en raison de la pandémie de Covid-19 | Championnat définitivement arrêté le 23 avril 2021 par la FFF en raison de la pandémie de Covid-19 | Championnat définitivement arrêté le 23 avril 2021 par la FFF en raison de la pandémie de Covid-19 | Championnat définitivement arrêté le 23 avril 2021 par la FFF en raison de la pandémie de Covid-19 | Championnat définitivement arrêté le 23 avril 2021 par la FFF en raison de la pandémie de Covid-19 | Championnat définitivement arrêté le 23 avril 2021 par la FFF en raison de la pandémie de Covid-19 | Championnat définitivement arrêté le 23 avril 2021 par la FFF en raison de la pandémie de Covid-19 | Championnat définitivement arrêté le 23 avril 2021 par la FFF en raison de la pandémie de Covid-19 | Championnat définitivement arrêté le 23 avril 2021 par la FFF en raison de la pandémie de Covid-19 | Championnat définitivement arrêté le 23 avril 2021 par la FFF en raison de la pandémie de Covid-19 | Championnat définitivement arrêté le 23 avril 2021 par la FFF en raison de la pandémie de Covid-19 | Championnat définitivement arrêté le 23 avril 2021 par la FFF en raison de la pandémie de Covid-19 | Championnat définitivement arrêté le 23 avril 2021 par la FFF en raison de la pandémie de Covid-19 | Championnat définitivement arrêté le 23 avril 2021 par la FFF en raison de la pandémie de Covid-19 | Championnat définitivement arrêté le 23 avril 2021 par la FFF en raison de la pandémie de Covid-19 | Championnat définitivement arrêté le 23 avril 2021 par la FFF en raison de la pandémie de Covid-19 |
| Lille      | 5  | 4  | 2  | 2  | 4  | 4  | Championnat définitivement arrêté le 23 avril 2021 par la FFF en raison de la pandémie de Covid-19 | Championnat définitivement arrêté le 23 avril 2021 par la FFF en raison de la pandémie de Covid-19 | Championnat définitivement arrêté le 23 avril 2021 par la FFF en raison de la pandémie de Covid-19 | Championnat définitivement arrêté le 23 avril 2021 par la FFF en raison de la pandémie de Covid-19 | Championnat définitivement arrêté le 23 avril 2021 par la FFF en raison de la pandémie de Covid-19 | Championnat définitivement arrêté le 23 avril 2021 par la FFF en raison de la pandémie de Covid-19 | Championnat définitivement arrêté le 23 avril 2021 par la FFF en raison de la pandémie de Covid-19 | Championnat définitivement arrêté le 23 avril 2021 par la FFF en raison de la pandémie de Covid-19 | Championnat définitivement arrêté le 23 avril 2021 par la FFF en raison de la pandémie de Covid-19 | Championnat définitivement arrêté le 23 avril 2021 par la FFF en raison de la pandémie de Covid-19 | Championnat définitivement arrêté le 23 avril 2021 par la FFF en raison de la pandémie de Covid-19 | Championnat définitivement arrêté le 23 avril 2021 par la FFF en raison de la pandémie de Covid-19 | Championnat définitivement arrêté le 23 avril 2021 par la FFF en raison de la pandémie de Covid-19 | Championnat définitivement arrêté le 23 avril 2021 par la FFF en raison de la pandémie de Covid-19 | Championnat définitivement arrêté le 23 avril 2021 par la FFF en raison de la pandémie de Covid-19 | Championnat définitivement arrêté le 23 avril 2021 par la FFF en raison de la pandémie de Covid-19 |
| Metz       | 4  | 5  | 6  | 7  | 5  | 5  | Championnat définitivement arrêté le 23 avril 2021 par la FFF en raison de la pandémie de Covid-19 | Championnat définitivement arrêté le 23 avril 2021 par la FFF en raison de la pandémie de Covid-19 | Championnat définitivement arrêté le 23 avril 2021 par la FFF en raison de la pandémie de Covid-19 | Championnat définitivement arrêté le 23 avril 2021 par la FFF en raison de la pandémie de Covid-19 | Championnat définitivement arrêté le 23 avril 2021 par la FFF en raison de la pandémie de Covid-19 | Championnat définitivement arrêté le 23 avril 2021 par la FFF en raison de la pandémie de Covid-19 | Championnat définitivement arrêté le 23 avril 2021 par la FFF en raison de la pandémie de Covid-19 | Championnat définitivement arrêté le 23 avril 2021 par la FFF en raison de la pandémie de Covid-19 | Championnat définitivement arrêté le 23 avril 2021 par la FFF en raison de la pandémie de Covid-19 | Championnat définitivement arrêté le 23 avril 2021 par la FFF en raison de la pandémie de Covid-19 | Championnat définitivement arrêté le 23 avril 2021 par la FFF en raison de la pandémie de Covid-19 | Championnat définitivement arrêté le 23 avril 2021 par la FFF en raison de la pandémie de Covid-19 | Championnat définitivement arrêté le 23 avril 2021 par la FFF en raison de la pandémie de Covid-19 | Championnat définitivement arrêté le 23 avril 2021 par la FFF en raison de la pandémie de Covid-19 | Championnat définitivement arrêté le 23 avril 2021 par la FFF en raison de la pandémie de Covid-19 | Championnat définitivement arrêté le 23 avril 2021 par la FFF en raison de la pandémie de Covid-19 |
| Nancy      | 10 | 12 | 12 | 12 | 12 | 11 | Championnat définitivement arrêté le 23 avril 2021 par la FFF en raison de la pandémie de Covid-19 | Championnat définitivement arrêté le 23 avril 2021 par la FFF en raison de la pandémie de Covid-19 | Championnat définitivement arrêté le 23 avril 2021 par la FFF en raison de la pandémie de Covid-19 | Championnat définitivement arrêté le 23 avril 2021 par la FFF en raison de la pandémie de Covid-19 | Championnat définitivement arrêté le 23 avril 2021 par la FFF en raison de la pandémie de Covid-19 | Championnat définitivement arrêté le 23 avril 2021 par la FFF en raison de la pandémie de Covid-19 | Championnat définitivement arrêté le 23 avril 2021 par la FFF en raison de la pandémie de Covid-19 | Championnat définitivement arrêté le 23 avril 2021 par la FFF en raison de la pandémie de Covid-19 | Championnat définitivement arrêté le 23 avril 2021 par la FFF en raison de la pandémie de Covid-19 | Championnat définitivement arrêté le 23 avril 2021 par la FFF en raison de la pandémie de Covid-19 | Championnat définitivement arrêté le 23 avril 2021 par la FFF en raison de la pandémie de Covid-19 | Championnat définitivement arrêté le 23 avril 2021 par la FFF en raison de la pandémie de Covid-19 | Championnat définitivement arrêté le 23 avril 2021 par la FFF en raison de la pandémie de Covid-19 | Championnat définitivement arrêté le 23 avril 2021 par la FFF en raison de la pandémie de Covid-19 | Championnat définitivement arrêté le 23 avril 2021 par la FFF en raison de la pandémie de Covid-19 | Championnat définitivement arrêté le 23 avril 2021 par la FFF en raison de la pandémie de Covid-19 |
| Nantes     | 5  | 2  | 1  | 1  | 1  | 2  | Championnat définitivement arrêté le 23 avril 2021 par la FFF en raison de la pandémie de Covid-19 | Championnat définitivement arrêté le 23 avril 2021 par la FFF en raison de la pandémie de Covid-19 | Championnat définitivement arrêté le 23 avril 2021 par la FFF en raison de la pandémie de Covid-19 | Championnat définitivement arrêté le 23 avril 2021 par la FFF en raison de la pandémie de Covid-19 | Championnat définitivement arrêté le 23 avril 2021 par la FFF en raison de la pandémie de Covid-19 | Championnat définitivement arrêté le 23 avril 2021 par la FFF en raison de la pandémie de Covid-19 | Championnat définitivement arrêté le 23 avril 2021 par la FFF en raison de la pandémie de Covid-19 | Championnat définitivement arrêté le 23 avril 2021 par la FFF en raison de la pandémie de Covid-19 | Championnat définitivement arrêté le 23 avril 2021 par la FFF en raison de la pandémie de Covid-19 | Championnat définitivement arrêté le 23 avril 2021 par la FFF en raison de la pandémie de Covid-19 | Championnat définitivement arrêté le 23 avril 2021 par la FFF en raison de la pandémie de Covid-19 | Championnat définitivement arrêté le 23 avril 2021 par la FFF en raison de la pandémie de Covid-19 | Championnat définitivement arrêté le 23 avril 2021 par la FFF en raison de la pandémie de Covid-19 | Championnat définitivement arrêté le 23 avril 2021 par la FFF en raison de la pandémie de Covid-19 | Championnat définitivement arrêté le 23 avril 2021 par la FFF en raison de la pandémie de Covid-19 | Championnat définitivement arrêté le 23 avril 2021 par la FFF en raison de la pandémie de Covid-19 |
| Orléans    | 8  | 6  | 4  | 4  | 3  | 1  | Championnat définitivement arrêté le 23 avril 2021 par la FFF en raison de la pandémie de Covid-19 | Championnat définitivement arrêté le 23 avril 2021 par la FFF en raison de la pandémie de Covid-19 | Championnat définitivement arrêté le 23 avril 2021 par la FFF en raison de la pandémie de Covid-19 | Championnat définitivement arrêté le 23 avril 2021 par la FFF en raison de la pandémie de Covid-19 | Championnat définitivement arrêté le 23 avril 2021 par la FFF en raison de la pandémie de Covid-19 | Championnat définitivement arrêté le 23 avril 2021 par la FFF en raison de la pandémie de Covid-19 | Championnat définitivement arrêté le 23 avril 2021 par la FFF en raison de la pandémie de Covid-19 | Championnat définitivement arrêté le 23 avril 2021 par la FFF en raison de la pandémie de Covid-19 | Championnat définitivement arrêté le 23 avril 2021 par la FFF en raison de la pandémie de Covid-19 | Championnat définitivement arrêté le 23 avril 2021 par la FFF en raison de la pandémie de Covid-19 | Championnat définitivement arrêté le 23 avril 2021 par la FFF en raison de la pandémie de Covid-19 | Championnat définitivement arrêté le 23 avril 2021 par la FFF en raison de la pandémie de Covid-19 | Championnat définitivement arrêté le 23 avril 2021 par la FFF en raison de la pandémie de Covid-19 | Championnat définitivement arrêté le 23 avril 2021 par la FFF en raison de la pandémie de Covid-19 | Championnat définitivement arrêté le 23 avril 2021 par la FFF en raison de la pandémie de Covid-19 | Championnat définitivement arrêté le 23 avril 2021 par la FFF en raison de la pandémie de Covid-19 |
| Saint-Malo | 2  | 3  | 3  | 3  | 2  | 3  | Championnat définitivement arrêté le 23 avril 2021 par la FFF en raison de la pandémie de Covid-19 | Championnat définitivement arrêté le 23 avril 2021 par la FFF en raison de la pandémie de Covid-19 | Championnat définitivement arrêté le 23 avril 2021 par la FFF en raison de la pandémie de Covid-19 | Championnat définitivement arrêté le 23 avril 2021 par la FFF en raison de la pandémie de Covid-19 | Championnat définitivement arrêté le 23 avril 2021 par la FFF en raison de la pandémie de Covid-19 | Championnat définitivement arrêté le 23 avril 2021 par la FFF en raison de la pandémie de Covid-19 | Championnat définitivement arrêté le 23 avril 2021 par la FFF en raison de la pandémie de Covid-19 | Championnat définitivement arrêté le 23 avril 2021 par la FFF en raison de la pandémie de Covid-19 | Championnat définitivement arrêté le 23 avril 2021 par la FFF en raison de la pandémie de Covid-19 | Championnat définitivement arrêté le 23 avril 2021 par la FFF en raison de la pandémie de Covid-19 | Championnat définitivement arrêté le 23 avril 2021 par la FFF en raison de la pandémie de Covid-19 | Championnat définitivement arrêté le 23 avril 2021 par la FFF en raison de la pandémie de Covid-19 | Championnat définitivement arrêté le 23 avril 2021 par la FFF en raison de la pandémie de Covid-19 | Championnat définitivement arrêté le 23 avril 2021 par la FFF en raison de la pandémie de Covid-19 | Championnat définitivement arrêté le 23 avril 2021 par la FFF en raison de la pandémie de Covid-19 | Championnat définitivement arrêté le 23 avril 2021 par la FFF en raison de la pandémie de Covid-19 |
| Saint-Maur | 12 | 7  | 7  | 8  | 9  | 9  | Championnat définitivement arrêté le 23 avril 2021 par la FFF en raison de la pandémie de Covid-19 | Championnat définitivement arrêté le 23 avril 2021 par la FFF en raison de la pandémie de Covid-19 | Championnat définitivement arrêté le 23 avril 2021 par la FFF en raison de la pandémie de Covid-19 | Championnat définitivement arrêté le 23 avril 2021 par la FFF en raison de la pandémie de Covid-19 | Championnat définitivement arrêté le 23 avril 2021 par la FFF en raison de la pandémie de Covid-19 | Championnat définitivement arrêté le 23 avril 2021 par la FFF en raison de la pandémie de Covid-19 | Championnat définitivement arrêté le 23 avril 2021 par la FFF en raison de la pandémie de Covid-19 | Championnat définitivement arrêté le 23 avril 2021 par la FFF en raison de la pandémie de Covid-19 | Championnat définitivement arrêté le 23 avril 2021 par la FFF en raison de la pandémie de Covid-19 | Championnat définitivement arrêté le 23 avril 2021 par la FFF en raison de la pandémie de Covid-19 | Championnat définitivement arrêté le 23 avril 2021 par la FFF en raison de la pandémie de Covid-19 | Championnat définitivement arrêté le 23 avril 2021 par la FFF en raison de la pandémie de Covid-19 | Championnat définitivement arrêté le 23 avril 2021 par la FFF en raison de la pandémie de Covid-19 | Championnat définitivement arrêté le 23 avril 2021 par la FFF en raison de la pandémie de Covid-19 | Championnat définitivement arrêté le 23 avril 2021 par la FFF en raison de la pandémie de Covid-19 | Championnat définitivement arrêté le 23 avril 2021 par la FFF en raison de la pandémie de Covid-19 |
| Strasbourg | 1  | 1  | 5  | 5  | 6  | 7  | Championnat définitivement arrêté le 23 avril 2021 par la FFF en raison de la pandémie de Covid-19 | Championnat définitivement arrêté le 23 avril 2021 par la FFF en raison de la pandémie de Covid-19 | Championnat définitivement arrêté le 23 avril 2021 par la FFF en raison de la pandémie de Covid-19 | Championnat définitivement arrêté le 23 avril 2021 par la FFF en raison de la pandémie de Covid-19 | Championnat définitivement arrêté le 23 avril 2021 par la FFF en raison de la pandémie de Covid-19 | Championnat définitivement arrêté le 23 avril 2021 par la FFF en raison de la pandémie de Covid-19 | Championnat définitivement arrêté le 23 avril 2021 par la FFF en raison de la pandémie de Covid-19 | Championnat définitivement arrêté le 23 avril 2021 par la FFF en raison de la pandémie de Covid-19 | Championnat définitivement arrêté le 23 avril 2021 par la FFF en raison de la pandémie de Covid-19 | Championnat définitivement arrêté le 23 avril 2021 par la FFF en raison de la pandémie de Covid-19 | Championnat définitivement arrêté le 23 avril 2021 par la FFF en raison de la pandémie de Covid-19 | Championnat définitivement arrêté le 23 avril 2021 par la FFF en raison de la pandémie de Covid-19 | Championnat définitivement arrêté le 23 avril 2021 par la FFF en raison de la pandémie de Covid-19 | Championnat définitivement arrêté le 23 avril 2021 par la FFF en raison de la pandémie de Covid-19 | Championnat définitivement arrêté le 23 avril 2021 par la FFF en raison de la pandémie de Covid-19 | Championnat définitivement arrêté le 23 avril 2021 par la FFF en raison de la pandémie de Covid-19 |
| Vendenheim | 10 | 11 | 11 | 11 | 11 | 12 | Championnat définitivement arrêté le 23 avril 2021 par la FFF en raison de la pandémie de Covid-19 | Championnat définitivement arrêté le 23 avril 2021 par la FFF en raison de la pandémie de Covid-19 | Championnat définitivement arrêté le 23 avril 2021 par la FFF en raison de la pandémie de Covid-19 | Championnat définitivement arrêté le 23 avril 2021 par la FFF en raison de la pandémie de Covid-19 | Championnat définitivement arrêté le 23 avril 2021 par la FFF en raison de la pandémie de Covid-19 | Championnat définitivement arrêté le 23 avril 2021 par la FFF en raison de la pandémie de Covid-19 | Championnat définitivement arrêté le 23 avril 2021 par la FFF en raison de la pandémie de Covid-19 | Championnat définitivement arrêté le 23 avril 2021 par la FFF en raison de la pandémie de Covid-19 | Championnat définitivement arrêté le 23 avril 2021 par la FFF en raison de la pandémie de Covid-19 | Championnat définitivement arrêté le 23 avril 2021 par la FFF en raison de la pandémie de Covid-19 | Championnat définitivement arrêté le 23 avril 2021 par la FFF en raison de la pandémie de Covid-19 | Championnat définitivement arrêté le 23 avril 2021 par la FFF en raison de la pandémie de Covid-19 | Championnat définitivement arrêté le 23 avril 2021 par la FFF en raison de la pandémie de Covid-19 | Championnat définitivement arrêté le 23 avril 2021 par la FFF en raison de la pandémie de Covid-19 | Championnat définitivement arrêté le 23 avril 2021 par la FFF en raison de la pandémie de Covid-19 | Championnat définitivement arrêté le 23 avril 2021 par la FFF en raison de la pandémie de Covid-19 |

| Club       | 1  | 2  | 3  | 4  | 5  | 6  | 7                                                                                                  | 8                                                                                                  | 9                                                                                                  | 10                                                                                                 | 11                                                                                                 | 12                                                                                                 | 13                                                                                                 | 14                                                                                                 | 15                                                                                                 | 16                                                                                                 | 17                                                                                                 | 18                                                                                                 | 19                                                                                                 | 20                                                                                                 | 21                                                                                                 | 22                                                                                                 |
| ---------- | -- | -- | -- | -- | -- | -- | -------------------------------------------------------------------------------------------------- | -------------------------------------------------------------------------------------------------- | -------------------------------------------------------------------------------------------------- | -------------------------------------------------------------------------------------------------- | -------------------------------------------------------------------------------------------------- | -------------------------------------------------------------------------------------------------- | -------------------------------------------------------------------------------------------------- | -------------------------------------------------------------------------------------------------- | -------------------------------------------------------------------------------------------------- | -------------------------------------------------------------------------------------------------- | -------------------------------------------------------------------------------------------------- | -------------------------------------------------------------------------------------------------- | -------------------------------------------------------------------------------------------------- | -------------------------------------------------------------------------------------------------- | -------------------------------------------------------------------------------------------------- | -------------------------------------------------------------------------------------------------- |
| Albi       | 3  | 2  | 4  | 4  | 4  | 5  | Championnat définitivement arrêté le 23 avril 2021 par la FFF en raison de la pandémie de Covid-19 | Championnat définitivement arrêté le 23 avril 2021 par la FFF en raison de la pandémie de Covid-19 | Championnat définitivement arrêté le 23 avril 2021 par la FFF en raison de la pandémie de Covid-19 | Championnat définitivement arrêté le 23 avril 2021 par la FFF en raison de la pandémie de Covid-19 | Championnat définitivement arrêté le 23 avril 2021 par la FFF en raison de la pandémie de Covid-19 | Championnat définitivement arrêté le 23 avril 2021 par la FFF en raison de la pandémie de Covid-19 | Championnat définitivement arrêté le 23 avril 2021 par la FFF en raison de la pandémie de Covid-19 | Championnat définitivement arrêté le 23 avril 2021 par la FFF en raison de la pandémie de Covid-19 | Championnat définitivement arrêté le 23 avril 2021 par la FFF en raison de la pandémie de Covid-19 | Championnat définitivement arrêté le 23 avril 2021 par la FFF en raison de la pandémie de Covid-19 | Championnat définitivement arrêté le 23 avril 2021 par la FFF en raison de la pandémie de Covid-19 | Championnat définitivement arrêté le 23 avril 2021 par la FFF en raison de la pandémie de Covid-19 | Championnat définitivement arrêté le 23 avril 2021 par la FFF en raison de la pandémie de Covid-19 | Championnat définitivement arrêté le 23 avril 2021 par la FFF en raison de la pandémie de Covid-19 | Championnat définitivement arrêté le 23 avril 2021 par la FFF en raison de la pandémie de Covid-19 | Championnat définitivement arrêté le 23 avril 2021 par la FFF en raison de la pandémie de Covid-19 |
| Grenoble   | 9  | 6  | 5  | 7  | 7  | 6  | Championnat définitivement arrêté le 23 avril 2021 par la FFF en raison de la pandémie de Covid-19 | Championnat définitivement arrêté le 23 avril 2021 par la FFF en raison de la pandémie de Covid-19 | Championnat définitivement arrêté le 23 avril 2021 par la FFF en raison de la pandémie de Covid-19 | Championnat définitivement arrêté le 23 avril 2021 par la FFF en raison de la pandémie de Covid-19 | Championnat définitivement arrêté le 23 avril 2021 par la FFF en raison de la pandémie de Covid-19 | Championnat définitivement arrêté le 23 avril 2021 par la FFF en raison de la pandémie de Covid-19 | Championnat définitivement arrêté le 23 avril 2021 par la FFF en raison de la pandémie de Covid-19 | Championnat définitivement arrêté le 23 avril 2021 par la FFF en raison de la pandémie de Covid-19 | Championnat définitivement arrêté le 23 avril 2021 par la FFF en raison de la pandémie de Covid-19 | Championnat définitivement arrêté le 23 avril 2021 par la FFF en raison de la pandémie de Covid-19 | Championnat définitivement arrêté le 23 avril 2021 par la FFF en raison de la pandémie de Covid-19 | Championnat définitivement arrêté le 23 avril 2021 par la FFF en raison de la pandémie de Covid-19 | Championnat définitivement arrêté le 23 avril 2021 par la FFF en raison de la pandémie de Covid-19 | Championnat définitivement arrêté le 23 avril 2021 par la FFF en raison de la pandémie de Covid-19 | Championnat définitivement arrêté le 23 avril 2021 par la FFF en raison de la pandémie de Covid-19 | Championnat définitivement arrêté le 23 avril 2021 par la FFF en raison de la pandémie de Covid-19 |
| Le Puy     | 8  | 9  | 8  | 10 | 10 | 10 | Championnat définitivement arrêté le 23 avril 2021 par la FFF en raison de la pandémie de Covid-19 | Championnat définitivement arrêté le 23 avril 2021 par la FFF en raison de la pandémie de Covid-19 | Championnat définitivement arrêté le 23 avril 2021 par la FFF en raison de la pandémie de Covid-19 | Championnat définitivement arrêté le 23 avril 2021 par la FFF en raison de la pandémie de Covid-19 | Championnat définitivement arrêté le 23 avril 2021 par la FFF en raison de la pandémie de Covid-19 | Championnat définitivement arrêté le 23 avril 2021 par la FFF en raison de la pandémie de Covid-19 | Championnat définitivement arrêté le 23 avril 2021 par la FFF en raison de la pandémie de Covid-19 | Championnat définitivement arrêté le 23 avril 2021 par la FFF en raison de la pandémie de Covid-19 | Championnat définitivement arrêté le 23 avril 2021 par la FFF en raison de la pandémie de Covid-19 | Championnat définitivement arrêté le 23 avril 2021 par la FFF en raison de la pandémie de Covid-19 | Championnat définitivement arrêté le 23 avril 2021 par la FFF en raison de la pandémie de Covid-19 | Championnat définitivement arrêté le 23 avril 2021 par la FFF en raison de la pandémie de Covid-19 | Championnat définitivement arrêté le 23 avril 2021 par la FFF en raison de la pandémie de Covid-19 | Championnat définitivement arrêté le 23 avril 2021 par la FFF en raison de la pandémie de Covid-19 | Championnat définitivement arrêté le 23 avril 2021 par la FFF en raison de la pandémie de Covid-19 | Championnat définitivement arrêté le 23 avril 2021 par la FFF en raison de la pandémie de Covid-19 |
| Marseille  | 4  | 7  | 6  | 9  | 8  | 7  | Championnat définitivement arrêté le 23 avril 2021 par la FFF en raison de la pandémie de Covid-19 | Championnat définitivement arrêté le 23 avril 2021 par la FFF en raison de la pandémie de Covid-19 | Championnat définitivement arrêté le 23 avril 2021 par la FFF en raison de la pandémie de Covid-19 | Championnat définitivement arrêté le 23 avril 2021 par la FFF en raison de la pandémie de Covid-19 | Championnat définitivement arrêté le 23 avril 2021 par la FFF en raison de la pandémie de Covid-19 | Championnat définitivement arrêté le 23 avril 2021 par la FFF en raison de la pandémie de Covid-19 | Championnat définitivement arrêté le 23 avril 2021 par la FFF en raison de la pandémie de Covid-19 | Championnat définitivement arrêté le 23 avril 2021 par la FFF en raison de la pandémie de Covid-19 | Championnat définitivement arrêté le 23 avril 2021 par la FFF en raison de la pandémie de Covid-19 | Championnat définitivement arrêté le 23 avril 2021 par la FFF en raison de la pandémie de Covid-19 | Championnat définitivement arrêté le 23 avril 2021 par la FFF en raison de la pandémie de Covid-19 | Championnat définitivement arrêté le 23 avril 2021 par la FFF en raison de la pandémie de Covid-19 | Championnat définitivement arrêté le 23 avril 2021 par la FFF en raison de la pandémie de Covid-19 | Championnat définitivement arrêté le 23 avril 2021 par la FFF en raison de la pandémie de Covid-19 | Championnat définitivement arrêté le 23 avril 2021 par la FFF en raison de la pandémie de Covid-19 | Championnat définitivement arrêté le 23 avril 2021 par la FFF en raison de la pandémie de Covid-19 |
| Mérignac-A | 12 | 10 | 11 | 11 | 12 | 11 | Championnat définitivement arrêté le 23 avril 2021 par la FFF en raison de la pandémie de Covid-19 | Championnat définitivement arrêté le 23 avril 2021 par la FFF en raison de la pandémie de Covid-19 | Championnat définitivement arrêté le 23 avril 2021 par la FFF en raison de la pandémie de Covid-19 | Championnat définitivement arrêté le 23 avril 2021 par la FFF en raison de la pandémie de Covid-19 | Championnat définitivement arrêté le 23 avril 2021 par la FFF en raison de la pandémie de Covid-19 | Championnat définitivement arrêté le 23 avril 2021 par la FFF en raison de la pandémie de Covid-19 | Championnat définitivement arrêté le 23 avril 2021 par la FFF en raison de la pandémie de Covid-19 | Championnat définitivement arrêté le 23 avril 2021 par la FFF en raison de la pandémie de Covid-19 | Championnat définitivement arrêté le 23 avril 2021 par la FFF en raison de la pandémie de Covid-19 | Championnat définitivement arrêté le 23 avril 2021 par la FFF en raison de la pandémie de Covid-19 | Championnat définitivement arrêté le 23 avril 2021 par la FFF en raison de la pandémie de Covid-19 | Championnat définitivement arrêté le 23 avril 2021 par la FFF en raison de la pandémie de Covid-19 | Championnat définitivement arrêté le 23 avril 2021 par la FFF en raison de la pandémie de Covid-19 | Championnat définitivement arrêté le 23 avril 2021 par la FFF en raison de la pandémie de Covid-19 | Championnat définitivement arrêté le 23 avril 2021 par la FFF en raison de la pandémie de Covid-19 | Championnat définitivement arrêté le 23 avril 2021 par la FFF en raison de la pandémie de Covid-19 |
| Montauban  | 6  | 8  | 10 | 6  | 6  | 9  | Championnat définitivement arrêté le 23 avril 2021 par la FFF en raison de la pandémie de Covid-19 | Championnat définitivement arrêté le 23 avril 2021 par la FFF en raison de la pandémie de Covid-19 | Championnat définitivement arrêté le 23 avril 2021 par la FFF en raison de la pandémie de Covid-19 | Championnat définitivement arrêté le 23 avril 2021 par la FFF en raison de la pandémie de Covid-19 | Championnat définitivement arrêté le 23 avril 2021 par la FFF en raison de la pandémie de Covid-19 | Championnat définitivement arrêté le 23 avril 2021 par la FFF en raison de la pandémie de Covid-19 | Championnat définitivement arrêté le 23 avril 2021 par la FFF en raison de la pandémie de Covid-19 | Championnat définitivement arrêté le 23 avril 2021 par la FFF en raison de la pandémie de Covid-19 | Championnat définitivement arrêté le 23 avril 2021 par la FFF en raison de la pandémie de Covid-19 | Championnat définitivement arrêté le 23 avril 2021 par la FFF en raison de la pandémie de Covid-19 | Championnat définitivement arrêté le 23 avril 2021 par la FFF en raison de la pandémie de Covid-19 | Championnat définitivement arrêté le 23 avril 2021 par la FFF en raison de la pandémie de Covid-19 | Championnat définitivement arrêté le 23 avril 2021 par la FFF en raison de la pandémie de Covid-19 | Championnat définitivement arrêté le 23 avril 2021 par la FFF en raison de la pandémie de Covid-19 | Championnat définitivement arrêté le 23 avril 2021 par la FFF en raison de la pandémie de Covid-19 | Championnat définitivement arrêté le 23 avril 2021 par la FFF en raison de la pandémie de Covid-19 |
| Nice       | 1  | 5  | 7  | 5  | 5  | 4  | Championnat définitivement arrêté le 23 avril 2021 par la FFF en raison de la pandémie de Covid-19 | Championnat définitivement arrêté le 23 avril 2021 par la FFF en raison de la pandémie de Covid-19 | Championnat définitivement arrêté le 23 avril 2021 par la FFF en raison de la pandémie de Covid-19 | Championnat définitivement arrêté le 23 avril 2021 par la FFF en raison de la pandémie de Covid-19 | Championnat définitivement arrêté le 23 avril 2021 par la FFF en raison de la pandémie de Covid-19 | Championnat définitivement arrêté le 23 avril 2021 par la FFF en raison de la pandémie de Covid-19 | Championnat définitivement arrêté le 23 avril 2021 par la FFF en raison de la pandémie de Covid-19 | Championnat définitivement arrêté le 23 avril 2021 par la FFF en raison de la pandémie de Covid-19 | Championnat définitivement arrêté le 23 avril 2021 par la FFF en raison de la pandémie de Covid-19 | Championnat définitivement arrêté le 23 avril 2021 par la FFF en raison de la pandémie de Covid-19 | Championnat définitivement arrêté le 23 avril 2021 par la FFF en raison de la pandémie de Covid-19 | Championnat définitivement arrêté le 23 avril 2021 par la FFF en raison de la pandémie de Covid-19 | Championnat définitivement arrêté le 23 avril 2021 par la FFF en raison de la pandémie de Covid-19 | Championnat définitivement arrêté le 23 avril 2021 par la FFF en raison de la pandémie de Covid-19 | Championnat définitivement arrêté le 23 avril 2021 par la FFF en raison de la pandémie de Covid-19 | Championnat définitivement arrêté le 23 avril 2021 par la FFF en raison de la pandémie de Covid-19 |
| Nîmes      | 10 | 12 | 12 | 12 | 11 | 12 | Championnat définitivement arrêté le 23 avril 2021 par la FFF en raison de la pandémie de Covid-19 | Championnat définitivement arrêté le 23 avril 2021 par la FFF en raison de la pandémie de Covid-19 | Championnat définitivement arrêté le 23 avril 2021 par la FFF en raison de la pandémie de Covid-19 | Championnat définitivement arrêté le 23 avril 2021 par la FFF en raison de la pandémie de Covid-19 | Championnat définitivement arrêté le 23 avril 2021 par la FFF en raison de la pandémie de Covid-19 | Championnat définitivement arrêté le 23 avril 2021 par la FFF en raison de la pandémie de Covid-19 | Championnat définitivement arrêté le 23 avril 2021 par la FFF en raison de la pandémie de Covid-19 | Championnat définitivement arrêté le 23 avril 2021 par la FFF en raison de la pandémie de Covid-19 | Championnat définitivement arrêté le 23 avril 2021 par la FFF en raison de la pandémie de Covid-19 | Championnat définitivement arrêté le 23 avril 2021 par la FFF en raison de la pandémie de Covid-19 | Championnat définitivement arrêté le 23 avril 2021 par la FFF en raison de la pandémie de Covid-19 | Championnat définitivement arrêté le 23 avril 2021 par la FFF en raison de la pandémie de Covid-19 | Championnat définitivement arrêté le 23 avril 2021 par la FFF en raison de la pandémie de Covid-19 | Championnat définitivement arrêté le 23 avril 2021 par la FFF en raison de la pandémie de Covid-19 | Championnat définitivement arrêté le 23 avril 2021 par la FFF en raison de la pandémie de Covid-19 | Championnat définitivement arrêté le 23 avril 2021 par la FFF en raison de la pandémie de Covid-19 |
| Rodez      | 2  | 1  | 1  | 1  | 1  | 3  | Championnat définitivement arrêté le 23 avril 2021 par la FFF en raison de la pandémie de Covid-19 | Championnat définitivement arrêté le 23 avril 2021 par la FFF en raison de la pandémie de Covid-19 | Championnat définitivement arrêté le 23 avril 2021 par la FFF en raison de la pandémie de Covid-19 | Championnat définitivement arrêté le 23 avril 2021 par la FFF en raison de la pandémie de Covid-19 | Championnat définitivement arrêté le 23 avril 2021 par la FFF en raison de la pandémie de Covid-19 | Championnat définitivement arrêté le 23 avril 2021 par la FFF en raison de la pandémie de Covid-19 | Championnat définitivement arrêté le 23 avril 2021 par la FFF en raison de la pandémie de Covid-19 | Championnat définitivement arrêté le 23 avril 2021 par la FFF en raison de la pandémie de Covid-19 | Championnat définitivement arrêté le 23 avril 2021 par la FFF en raison de la pandémie de Covid-19 | Championnat définitivement arrêté le 23 avril 2021 par la FFF en raison de la pandémie de Covid-19 | Championnat définitivement arrêté le 23 avril 2021 par la FFF en raison de la pandémie de Covid-19 | Championnat définitivement arrêté le 23 avril 2021 par la FFF en raison de la pandémie de Covid-19 | Championnat définitivement arrêté le 23 avril 2021 par la FFF en raison de la pandémie de Covid-19 | Championnat définitivement arrêté le 23 avril 2021 par la FFF en raison de la pandémie de Covid-19 | Championnat définitivement arrêté le 23 avril 2021 par la FFF en raison de la pandémie de Covid-19 | Championnat définitivement arrêté le 23 avril 2021 par la FFF en raison de la pandémie de Covid-19 |
| St-Étienne | 5  | 3  | 2  | 2  | 2  | 1  | Championnat définitivement arrêté le 23 avril 2021 par la FFF en raison de la pandémie de Covid-19 | Championnat définitivement arrêté le 23 avril 2021 par la FFF en raison de la pandémie de Covid-19 | Championnat définitivement arrêté le 23 avril 2021 par la FFF en raison de la pandémie de Covid-19 | Championnat définitivement arrêté le 23 avril 2021 par la FFF en raison de la pandémie de Covid-19 | Championnat définitivement arrêté le 23 avril 2021 par la FFF en raison de la pandémie de Covid-19 | Championnat définitivement arrêté le 23 avril 2021 par la FFF en raison de la pandémie de Covid-19 | Championnat définitivement arrêté le 23 avril 2021 par la FFF en raison de la pandémie de Covid-19 | Championnat définitivement arrêté le 23 avril 2021 par la FFF en raison de la pandémie de Covid-19 | Championnat définitivement arrêté le 23 avril 2021 par la FFF en raison de la pandémie de Covid-19 | Championnat définitivement arrêté le 23 avril 2021 par la FFF en raison de la pandémie de Covid-19 | Championnat définitivement arrêté le 23 avril 2021 par la FFF en raison de la pandémie de Covid-19 | Championnat définitivement arrêté le 23 avril 2021 par la FFF en raison de la pandémie de Covid-19 | Championnat définitivement arrêté le 23 avril 2021 par la FFF en raison de la pandémie de Covid-19 | Championnat définitivement arrêté le 23 avril 2021 par la FFF en raison de la pandémie de Covid-19 | Championnat définitivement arrêté le 23 avril 2021 par la FFF en raison de la pandémie de Covid-19 | Championnat définitivement arrêté le 23 avril 2021 par la FFF en raison de la pandémie de Covid-19 |
| Thonon Év. | 11 | 11 | 9  | 8  | 9  | 8  | Championnat définitivement arrêté le 23 avril 2021 par la FFF en raison de la pandémie de Covid-19 | Championnat définitivement arrêté le 23 avril 2021 par la FFF en raison de la pandémie de Covid-19 | Championnat définitivement arrêté le 23 avril 2021 par la FFF en raison de la pandémie de Covid-19 | Championnat définitivement arrêté le 23 avril 2021 par la FFF en raison de la pandémie de Covid-19 | Championnat définitivement arrêté le 23 avril 2021 par la FFF en raison de la pandémie de Covid-19 | Championnat définitivement arrêté le 23 avril 2021 par la FFF en raison de la pandémie de Covid-19 | Championnat définitivement arrêté le 23 avril 2021 par la FFF en raison de la pandémie de Covid-19 | Championnat définitivement arrêté le 23 avril 2021 par la FFF en raison de la pandémie de Covid-19 | Championnat définitivement arrêté le 23 avril 2021 par la FFF en raison de la pandémie de Covid-19 | Championnat définitivement arrêté le 23 avril 2021 par la FFF en raison de la pandémie de Covid-19 | Championnat définitivement arrêté le 23 avril 2021 par la FFF en raison de la pandémie de Covid-19 | Championnat définitivement arrêté le 23 avril 2021 par la FFF en raison de la pandémie de Covid-19 | Championnat définitivement arrêté le 23 avril 2021 par la FFF en raison de la pandémie de Covid-19 | Championnat définitivement arrêté le 23 avril 2021 par la FFF en raison de la pandémie de Covid-19 | Championnat définitivement arrêté le 23 avril 2021 par la FFF en raison de la pandémie de Covid-19 | Championnat définitivement arrêté le 23 avril 2021 par la FFF en raison de la pandémie de Covid-19 |
| Yzeure     | 7  | 4  | 3  | 3  | 3  | 2  | Championnat définitivement arrêté le 23 avril 2021 par la FFF en raison de la pandémie de Covid-19 | Championnat définitivement arrêté le 23 avril 2021 par la FFF en raison de la pandémie de Covid-19 | Championnat définitivement arrêté le 23 avril 2021 par la FFF en raison de la pandémie de Covid-19 | Championnat définitivement arrêté le 23 avril 2021 par la FFF en raison de la pandémie de Covid-19 | Championnat définitivement arrêté le 23 avril 2021 par la FFF en raison de la pandémie de Covid-19 | Championnat définitivement arrêté le 23 avril 2021 par la FFF en raison de la pandémie de Covid-19 | Championnat définitivement arrêté le 23 avril 2021 par la FFF en raison de la pandémie de Covid-19 | Championnat définitivement arrêté le 23 avril 2021 par la FFF en raison de la pandémie de Covid-19 | Championnat définitivement arrêté le 23 avril 2021 par la FFF en raison de la pandémie de Covid-19 | Championnat définitivement arrêté le 23 avril 2021 par la FFF en raison de la pandémie de Covid-19 | Championnat définitivement arrêté le 23 avril 2021 par la FFF en raison de la pandémie de Covid-19 | Championnat définitivement arrêté le 23 avril 2021 par la FFF en raison de la pandémie de Covid-19 | Championnat définitivement arrêté le 23 avril 2021 par la FFF en raison de la pandémie de Covid-19 | Championnat définitivement arrêté le 23 avril 2021 par la FFF en raison de la pandémie de Covid-19 | Championnat définitivement arrêté le 23 avril 2021 par la FFF en raison de la pandémie de Covid-19 | Championnat définitivement arrêté le 23 avril 2021 par la FFF en raison de la pandémie de Covid-19 |

### Buts marqués par journée
Ce graphique représente le nombre de buts marqués lors de chaque journée pour le groupe A.
Ce graphique représente le nombre de buts marqués lors de chaque journée pour le groupe B.

### Classements des buteuses
Mise à jour : 26 octobre 2020 (classements finaux)
|    | Joueuse          | Club          | Buts |
| -- | ---------------- | ------------- | ---- |
| 1  | Ikram Adjabi     | US Orléans    | 6    |
| 1  | Alexandra Banner | US Saint-Malo | 6    |
| 1  | Noémie Mouchon   | LOSC Lille    | 6    |
| 1  | Anaïs Ribeyra    | FC Nantes     | 6    |
| 5  | Lorena Azzaro    | LOSC Lille    | 4    |
| 5  | Jade Nassi       | US Saint-Malo | 4    |
| 5  | Solenne Ninot    | US Orléans    | 4    |
| 5  | Julie Pian       | FC Nantes     | 4    |
| 9  | 5 joueuses       | 5 joueuses    | 3    |
| 14 | 11 joueuses      | 11 joueuses   | 2    |
| 25 | 40 joueuses      | 40 joueuses   | 1    |

|    | Joueuse               | Club             | Buts |
| -- | --------------------- | ---------------- | ---- |
| 1  | Alexandria Lamontagne | Rodez AF         | 8    |
| 2  | Laury Jesus           | AS Saint-Étienne | 6    |
| 3  | Selen Gül Altunkulak  | Rodez AF         | 5    |
| 3  | Charlotte Fromantin   | Montauban FCTG   | 5    |
| 5  | Laura Arriberouge     | ASPTT Albi       | 4    |
| 5  | Cynthia Gueheo-Djetou | FF Yzeure        | 4    |
| 5  | Pilar Khoury          | AS Saint-Étienne | 4    |
| 5  | Sarah Palacin         | OGC Nice         | 4    |
| 9  | 11 joueuses           | 11 joueuses      | 3    |
| 20 | 11 joueuses           | 11 joueuses      | 2    |
| 31 | 27 joueuses           | 27 joueuses      | 1    |

Sources :

Classement des buteuses (Groupe A) sur le site Footoféminin

Classement des buteuses (Groupe B) sur le site Footoféminin